# أذري كارد
أذري كارد هي شركة معالجة بطاقات بنكية أذربيجانية . يمتلك بنك أذربيجان الدولي 100 بالمائة من أذري كارد.

## أنظر أيضاً
- الخدمات المصرفية في أذربيجان
- بطاقة إئتمان
- البنك الدولي لأذربيجان
- قائمة شركات أذربيجان

## روابط خارجية
- موقع شركة AzeriCard
- موقع بنك أذربيجان الدولي